# (11109) Iwatesan
(11109) Iwatesan (1995 UG8) – planetoida z pasa głównego asteroid okrążająca Słońce w ciągu 4,88 lat w średniej odległości 2,87 j.a. Odkryta 27 października 1995 roku.